# Game & Watch: Super Mario Bros.
Il Game & Watch: Super Mario Bros. è un Game & Watch in edizione limitata, sviluppato e prodotto da Nintendo, distribuito in tutto il mondo a partire dal 13 novembre 2020. Il gioco contiene una raccolta di tre videogiochi Nintendo del passato: Super Mario Bros., Super Mario Bros.: The Lost Levels e Ball, il gioco contenuto nel primo Game & Watch prodotto. Il gioco è stato pubblicato per celebrare il 35º anniversario della serie di Super Mario e il 40º anniversario della linea di giochi elettronici Game & Watch.

## Modalità di gioco
Il Game & Watch: Super Mario Bros. è principalmente un platform a scorrimento orizzontale, per il fatto che contiene i primi due titoli della serie di Super Mario. Il gioco, inoltre, include Ball dei giochi elettronici Game & Watch; un gioco rompicapo d'azione nel quale il personaggio originale di Mr. Game & Watch è però sostituito dal personaggio di Mario (è possibile giocare con Luigi sfruttando un easter egg), ciò lo rende somigliante al gioco Mario the Juggler, ultimo gioco della serie Game & Watch. Il gioco include anche la funzionalità di orologio che presenta 35 piccole animazioni e altre sorprese.

## Storia e sviluppo
Il 3 settembre del 2020 Nintendo, tramite trailer all'interno di un Nintendo Direct speciale, tenuto per celebrare il 35º anniversario della serie di Super Mario, annuncia il Game & Watch celebrativo, i suoi contenuti, la data di uscita, rivelando infine il prezzo di lancio. Il 10 settembre 2020 viene pubblicato un trailer più approfondito per presentare meglio il nuovo gioco. In Giappone, in seguito al secondo annuncio, sono stati aperti due siti tie-in; uno dedicato a Super Mario Bros. e l'altro dedicato a Super Mario Bros: The Lost Levels.
Il prezzo di lancio proposto da Nintendo in Nord America è stato pari a 50 $ (quello applicato dai rivenditori, 49,99 $), quello in Europa è stato pari a 50 € (quello applicato dai rivenditori, 49,99 €) e quello del Regno Unito è stato pari a 45 £ (quello applicato dai rivenditori, 44,99 £).
La produzione e distribuzione del gioco è stata interrotta il 31 marzo 2021 in seguito al concludersi del periodo di celebrazione. Tuttavia il gioco sarebbe rimasto disponibile presso i rivenditori fino ad esaurimento.

## Caratteristiche e hardware
Il dispositivo è sviluppato attorno al microcontrollore STM32H7B0VBT6 progettato da STMicroelectronics, che consiste in un core a 32 bit Arm Cortex-M7 con frequenza fino a 280 MHz, 128 Kbyte di memoria flash e 1,4 Mbyte di RAM. Il microcontrollore STM32H7B0VBT6 integra inoltre il controller LCT TFT e il controller USB. Il display del gioco è un LCD a colori con risoluzione QVGA (320 x 240), misura circa 35 mm (circa 2,4 pollici) ed è retroilluminato.

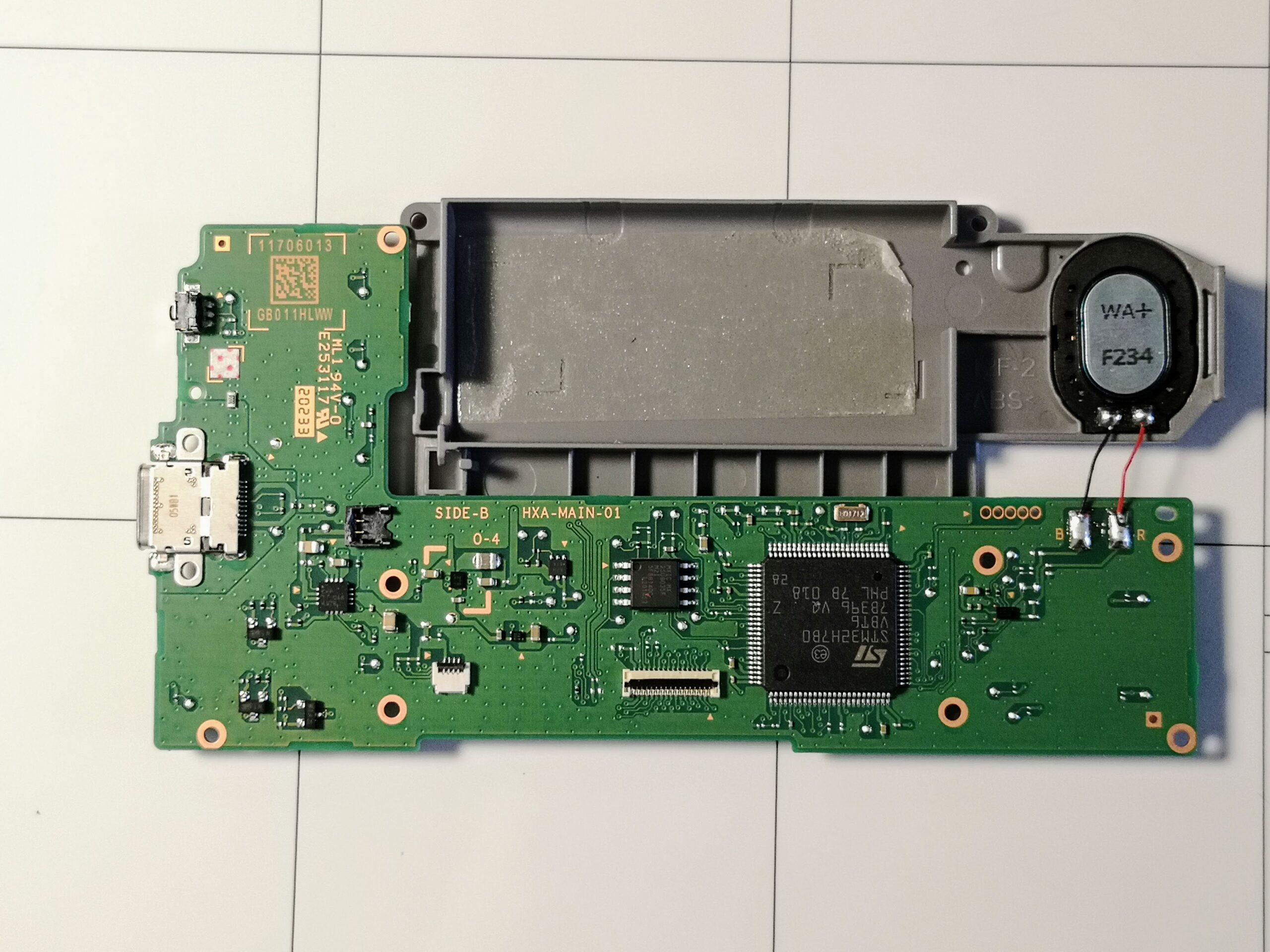
La scheda madre del Game & Watch: Super Mario Bros.

Il Game & Watch: Super Mario Bros. presenta una colorazione principalmente rossa e dorata, misura 67 mm di altezza, 112 mm di larghezza e 12,5 mm di spessore ed ha un peso complessivo di 68 g. Il dispositivo è dotato di batteria ricaricabile agli ioni di litio della capacita di 525 mAh ed è la stessa batteria in dotazione ai Joy-Con per la console Nintendo Switch e presa USB-C per la ricarica. La durata nominale della batteria è pari a 8 ore e il tempo di ricarica è stimato in 3,5 ore. Infine il dispositivo è dotato di pulsante per l'accensione/spegnimento ma, al contrario dei modelli classici di Game & Watch, non dispone di cavalletto d'appoggio.
I controlli di gioco sono la croce direzionale (un D-PAD a otto vie), due tasti d'azione (A e B) e tre tasti modalità (game, time, pause/set).
La forma del gioco è basata sul design dei modelli progettati da Gunpei Yokoi che ospitavano giochi per Game & Watch quali Balloon Fight (per via della forma generale) e Donkey Kong (il primo gioco a introdurre la croce direzionale), in conclusione un misto fra il design dei Game & Watch della serie New Wide Screen e quelli della serie Vertical Multi Screen, tuttavia si differenzia da essi poiché i pulsanti A e B sono spostati sulla destra del dispositivo e l'insieme D-PAD e tasti A e B risulta più vicino al design del controller della console Nintendo Entertainment System.
La dotazione del gioco comprende un cavo USB-C per la ricarica e manuale cartaceo.

## Accoglienza
L'accoglienza manifestata da parte della stampa specializzata e non, sia internazionale che nazionale, è stata generalmente positiva.
Seth Macy ha recensito il dispositivo per IGN, assegnando al Game & Watch: Super Mario Bros. un voto di 9 su 10 e attribuendogli il riconoscimento quale "Editor's Choice". Nella sua recensione, Macy elogia in particolare la qualità dello schermo, affermando che "è molto migliore di quanto mi aspettassi, il che fa del dispositivo un modo attraente per giocare a videogiochi vecchi di decenni". Esaminando poi il materiale con cui è stato realizzato il dispositivo, dice che "la superficie metallica con cui è realizzata la parte frontale del gioco è ottima perché non trattiene impronte, il che a volte è un problema con i dispositivi portatili". Parlando dei pulsanti del gioco afferma che "i pulsanti A, B, Game, Time e Pause / Set sono davvero solidi" e continua dicendo "tutti gli input sono di qualità molto superiore a quella che mi aspettavo". Infine elogia la qualità del D-PAD, sostenendo che "funziona meravigliosamente, senza input non intenzionali". Rispetto ai giochi integrati per Macy "entrambi i giochi di Mario funzionano sorprendentemente bene su Game & Watch. In effetti, l'emulazione e i controlli sembrano azzeccati e lo schermo è abbastanza grande da rendere la riproduzione un vero piacere retrò". L'autore infine resta positivamente colpito, nella sua recensione, anche dalla confezione del gioco e che fosse "una così bella confezione per la vendita al dettaglio che non volevo aprirla". Macy conclude la sua recensione con il giudizio sintetico di "Sorprendente: l'edizione Game & Watch: Super Mario Bros. racchiude più fascino di quanto le sue dimensioni lascerebbero credere".
Shacknews, sito statunitense di informazione videoludica, nella propria recensione a cura di Blake Morse ha dato al gioco un punteggio di 8 su 10, definendo il gioco "splendido" per i "segreti nascosti inclusi" e per "le funzionalità dell'orologio", ma criticando l'audio e per il fatto che, secondo Morse, la croce direzionale avrebbe potuto funzionare meglio.